# 澳門報紙列表
澳门报纸列表列出了部分在澳门發行的報紙。

## 中文報章
| 報章名稱                    | 創辦人／創辦機構 | 創刊日期       | 刊期         | 每份零售價 | 備註                                                               |
| --------------------------- | ---------------- | -------------- | ------------ | ---------- | ------------------------------------------------------------------ |
| 澳門日報                    |                  | 1958年8月15日  | 每日         | 澳門幣5元  | 澳門目前中文報紙中發行量最大、最具影響力的日報。政治立場傾向建制派 |
| 華僑報                      | 趙斑斕、雷渭靈   | 1937年11月20日 | 每日         | 澳門幣3元  | 銷量排行第二的澳門中文報紙                                         |
| 大眾報                      | 陳天心           | 1933年         | 每日         | 澳門幣2元  |                                                                    |
| 市民日報                    | 何曼公           | 1944年8月15日  | 每日         | 澳門幣2元  | 被澳門博彩股份有限公司收購                                         |
| 星報                        |                  | 1963年10月5日  | 每日         |            |                                                                    |
| 澳門時報                    |                  | 1972年         | 逢星期三     |            |                                                                    |
| 現代澳門日報                |                  | 1987年3月18日  | 每日         |            |                                                                    |
| 訊報                        |                  | 1989年3月18日  | 逢星期五     | 澳門幣2元  | 政治立場傾向自由開放派                                             |
| 捷報 （页面存档备份，存于） |                  | 2008年5月25日  | 每日         | 澳門幣2元  |                                                                    |
| 澳門晚報                    |                  | 2010年9月8日   | 逢星期一至五 |            |                                                                    |
| 體報                        |                  | 2021年9月18日  | 逢星期四     |            |                                                                    |

- 正報（日報）※，1978年創刊
- 新華澳報（日報）※，1994年12月20日創刊
- 濠江日報（日報），2008年3月28日創刊
- 力報（日報）§，在指定地點免費索取，2011年9月2日創刊.網址﹕https://web.archive.org/web/20140129003712/http://www.exmoo.com/

- 體育週報（周報），1980年創刊
- 澳門脈搏（周報），1988年4月20日創刊
- 澳門觀察報（周報），1995年1月16日創刊
- 澳門商報（周報），2006年6月6日創刊
- 大灣區青年報（周報），2019年4月創刊 網址：http://www.bayareapuber.com/ （页面存档备份，存于）
- 澳門文娛報（周報）
- 品報（月刊），2006年10月創刊
- Cadeira Cadeira 凳 多媒體網上雜誌（月刊）
- 捷報（日報） 2020年1月13日《捷點資訊報》轉型為日報，並更名為《捷報》，逢週一至週五出版。網址：https://www.click2macao.com/category/new/ （页面存档备份，存于）

※星期日不出紙
§星期六、日不出紙

## 葡文報章
- 今日澳門（hoje Macau）（日報）§，1990年7月2日創刊
- 句號報（Ponto Final）（日報），1991年12月18日創刊
- 澳門論壇報（Jornal Tribuna de Macau）（日報），1998年創刊

- 號角報 (澳門)（Jornal O Clarim）（周報），1948年5月2日創刊，2014年4月及6月分別增刊英文及中文，成為三文報刊。
- 澳門平台（Plataforma）（周報），2014年5月26日創刊，為中葡文報刊。

§者星期六、日不出紙
發行量 : 澳門日報8萬、華僑報4萬、市民日報3萬、大眾報1萬、星報3萬、力報1萬、濠江日報1萬、澳門商報1萬

## 英文報章
| 報章名稱                       | 創辦人／創辦機構 | 創刊日期      | 刊期 | 每份零售價            | 備註 |
| ------------------------------ | ---------------- | ------------- | ---- | --------------------- | ---- |
| 澳門郵報 Macau Post            |                  | 2004年8月27日 | 每日 | 澳門幣5元             |      |
| 澳門每日時報 Macau Daily Times |                  | 2007年6月1日  | 每日 | 澳門幣5元 / 港幣7.5元 |      |
| Business Daily                 |                  | 2012年4月2日  | 每日 | 澳門幣5元             |      |

## 已停刊
- 蜜蜂華報
- 澳門新聞紙
- 澳門鈔報
- 鏡海叢報
- 知新報
- 西南日報
- 世界日報
- 澳門通報
- 澳門時報
- 濠镜晚报
- 平民报
- 民生報
- 新聲報
- 澳門早報
- 澳門勞動報

## 外部連結
- 回歸後澳門葡文報章的生存策略 （页面存档备份，存于）
- 新华澳报林昶：澳门中文报业所扮演的角色 （页面存档备份，存于）